# P album
『P album』は、KinKi Kidsの17枚目のオリジナル・アルバム。2023年12月13日にジャニーズ・エンタテイメントから発売された。

## 解説

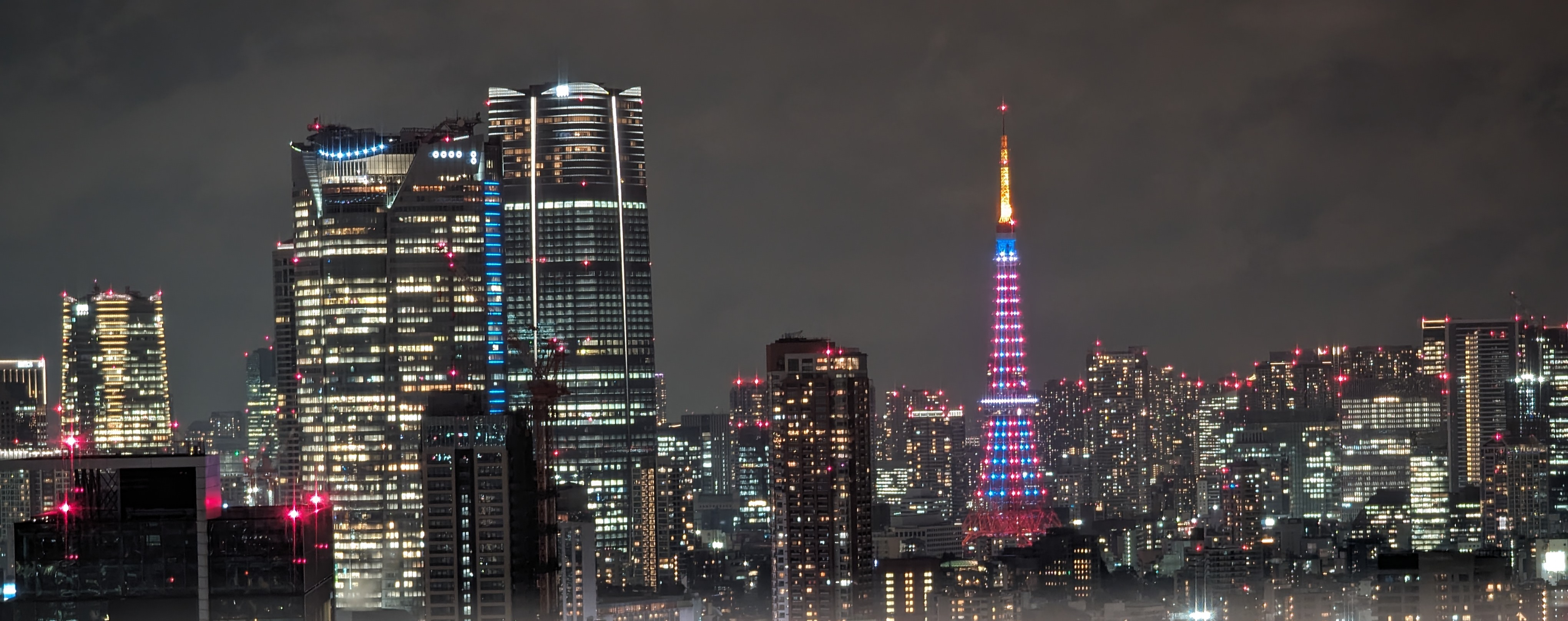
「P album」のリリースを記念する東京タワー

約3年ぶりのオリジナル・アルバムであり、「25年間のPieceを繋ぎ合わせて、PeaceでPreciousなPleasureをあなたに」をテーマに制作された。EDM調の楽曲やラップなどジャンルレスに楽曲が収録されており、剛は自身は選曲には関わらなかったものの、「チャレンジングな曲多いな」とレコーディング時に感じたと明かしている。
本作の発売を記念し、『KinKi Kids Premium Light Up』と題して12月で開業65周年迎える東京タワーとのコラボレーション企画を実施。12月12日から14日の3日間、日没から深夜0時まで、2人のメンバーカラーである赤と青でライトアップされた（16:30頃から1時間おきにデザインが変更）。また、大阪府の天王寺公園「てんしば」内で開催される大阪クリスマスマーケット（12月1日 - 25日）でも、2人のメンバーカラーの赤と青を基調とした『KinKi Kids Premium Christmas Tree』が展示された。
公式YouTubeではKinKi Kids初のYouTube企画「【P albumリリース特別企画】激ムズ駐車場にスマートにPark it !!」の前編が11月23日に、後編が11月27日に公開され、12月6日時点で前後編合わせて200万回に迫る再生回数を記録した。また、公式X（旧Twitter）でもX限定 “Pすぽっと”①が12月12日から6日間限定、“Pすぽっと”②が12月13日から5日間限定で公開された。
本作を引っ提げ、ファンとの“約束の場所”を意味するタイトルをかけたコンサートツアー『KinKi Kids Concert 2023-2024 Promise Place』が2023年12月16日から2024年1月2日まで開催された。

## 仕様・特典
先着購入特典
- 通常盤 - 「original PaPer bag」（絵柄は購入店舗によって、パターンAかパターンBのどちらか異なる）

仕様・特典
- 初回盤A・B - スペシャルパッケージ仕様、28Pブックレット、「P album」シリアルコード入り
- 通常盤 - 20Pブックレット、「P album」シリアルコード入り（初回プレスのみ）

### 「P goods & Performance配信」キャンペーン
本作の全形態に封入されているシリアルコード1つと、12月27日発売の次のシングル『シュレーディンガー』の全形態に封入されているシリアルコード1つ、計2つを期間内に登録することで1口分応募可能。
「P goods」応募コース
いずれも当選人数は5000人。はずれてももれなくKinKi Kids合作曲メドレーの特別動画をストリーミング配信で視聴可能。
- A賞：Pairマグカップ
- B賞：ショルダーPouch
- C賞：P(v)oice キーフックb

## 収録曲
クレジット出典

### CD

#### 初回盤A
1. X-Day
作詞・作曲：堂島孝平 / 編曲：炭竃智弘、堂島孝平
2. BANANA 
作詞・作曲：堂島孝平 / 編曲：堂島孝平、斉藤伸也（ONIGAWARA）
3. Amazing Love
作詞：KinKi Kids / 作曲・編曲：山下達郎 / ストリングスアレンジ：室屋光一郎
4. Through the night
作詞：白井裕紀、新美香 / 作曲：Chris Wahle、Henrik Smith / 編曲：Chris Wahle / コーラスアレンジ：竹内浩明
5. Insomnia 
作詞：MiNE / 作曲：Baby Scent、ADAM YARON / 編曲：Baby Scent / コーラスアレンジ：岩田雅之
6. The Story of Us
作詞・作曲：KinKi Kids / 編曲：363820
7. ローズマリー ※初回盤Aのみ収録
作詞：久保田洋司 / 作曲・編曲：星部ショウ
8. 高純度romance
作詞：松本隆 / 作曲：マシコタツロウ / 編曲：冨田恵一
9. アン/ペア
作詞・作曲：堂島孝平 / 編曲：須藤優 / コーラスアレンジ：堂島孝平
10. 無重力みたいな愛
作詞：堂本剛 / 作曲・編曲：堂島孝平 / ブラスアレンジ：堂島孝平、sugarbeans / コーラスアレンジ：伊沢麻未
11. 明日のピース
作詞：前田たかひろ / 作曲：来生たかお / 編曲：船山基紀

#### 初回盤B
※ 1. - 6. は初回盤Aと共通。
1. FREAKY FUNKY NIGHT
作詞：ひろき（リリィさよなら。) 、山崎あおい / 作曲：山崎あおい、ひろき（リリィさよなら。） / 編曲：山崎あおい、堂島孝平

※ 8. - 11. は初回盤Aと共通。

#### 通常盤
※ 1. - 6. は初回盤Aと共通。
1. Before Dawn
作詞：MOMO"mocha"N. / 作曲・編曲：U-Key zone
2. 高純度romance
3. One of a kind
作詞・作曲：堂島孝平 / 編曲：堂島孝平、斉藤伸也
4. アン/ペア
5. 無重力みたいな愛
6. 明日のピース

### DVD/Blu-ray

#### 初回盤A
約111分収録。
1. 2022.07.20-07.21 @TOKYO DOME
2022年7月20日から21日にかけて東京ドームで行われた生配信の模様を収録[9][21]。
2. KinKi Kids YouTube Original Live Part 1
  - Amazing Love
  - 硝子の少年
  - 全部だきしめて
  - このまま手をつないで
  - 夏の王様
  - ホタル
  - Hey! みんな元気かい?
  - 僕は思う 〜 ひとりじゃない
  - Kissからはじまるミステリー
  - フラワー
  - 恋涙
  - カナシミ ブルー
  - 変わったかたちの石
  - 薄荷キャンディー
  - キミは泣いてツヨくなる
  - 愛のかたまり
  - 銀色 暗号
  - 新しい時代

#### 初回盤B
約118分収録。
1. KinKi Kids YouTube Original Live Part 2
  - Bonnie Butterfly
  - Time
  - solitude 〜真実のサヨナラ〜
  - Want You
  - 道は手ずから夢の花
  - 欲望のレイン
  - 光の気配
  - lOve in the Ø
  - やめないで、PURE
  - 青の時代
  - Love is... 〜いつもそこに君がいたから〜
  - むくのはね
  - グッバイ・カウント・ダウン
  - もう君以外愛せない
  - 情熱
  - 杪夏
  - 雨のMelody
  - 愛について
  - スワンソング
  - 薔薇と太陽
  - FRIENDS
2. Celebrating KinKi Kids' 26th Birthday
2023年7月21日に公式YouTubeチャンネルで期間限定配信したMINI LIVEを収録[9][22]。
  - Anniversary
  - MC
  - The Story of Us

## チャート成績
12月25日付オリコン週間アルバムランキングで、前作『O album』の13.6万枚を上回る初週18.9万枚を売り上げ、アルバム通算21作目の初登場1位を獲得した。

## 収録映像作品
X-Day
- KinKi Kids Concert 2023-2024 〜Promise Place〜

BANANA
- KinKi Kids Concert 2023-2024 〜Promise Place〜

Through the night
- KinKi Kids Concert 2023-2024 〜Promise Place〜

無重力みたいな愛
- KinKi Kids Concert 2023-2024 〜Promise Place〜

Before Dawn
- KinKi Kids Concert 2023-2024 〜Promise Place〜